# کیلا والا مهره
کیلا والا مهره (به انگلیسی: Kilawala Mohra) یک منطقهٔ مسکونی در پاکستان است که در اسلام‌آباد واقع شده‌است. کیلا والا مهره ۹۶٬۰۸۲ نفر جمعیت دارد و ۵۰۹ متر بالاتر از سطح دریا واقع شده‌است.